# Vâlcele, Cluj

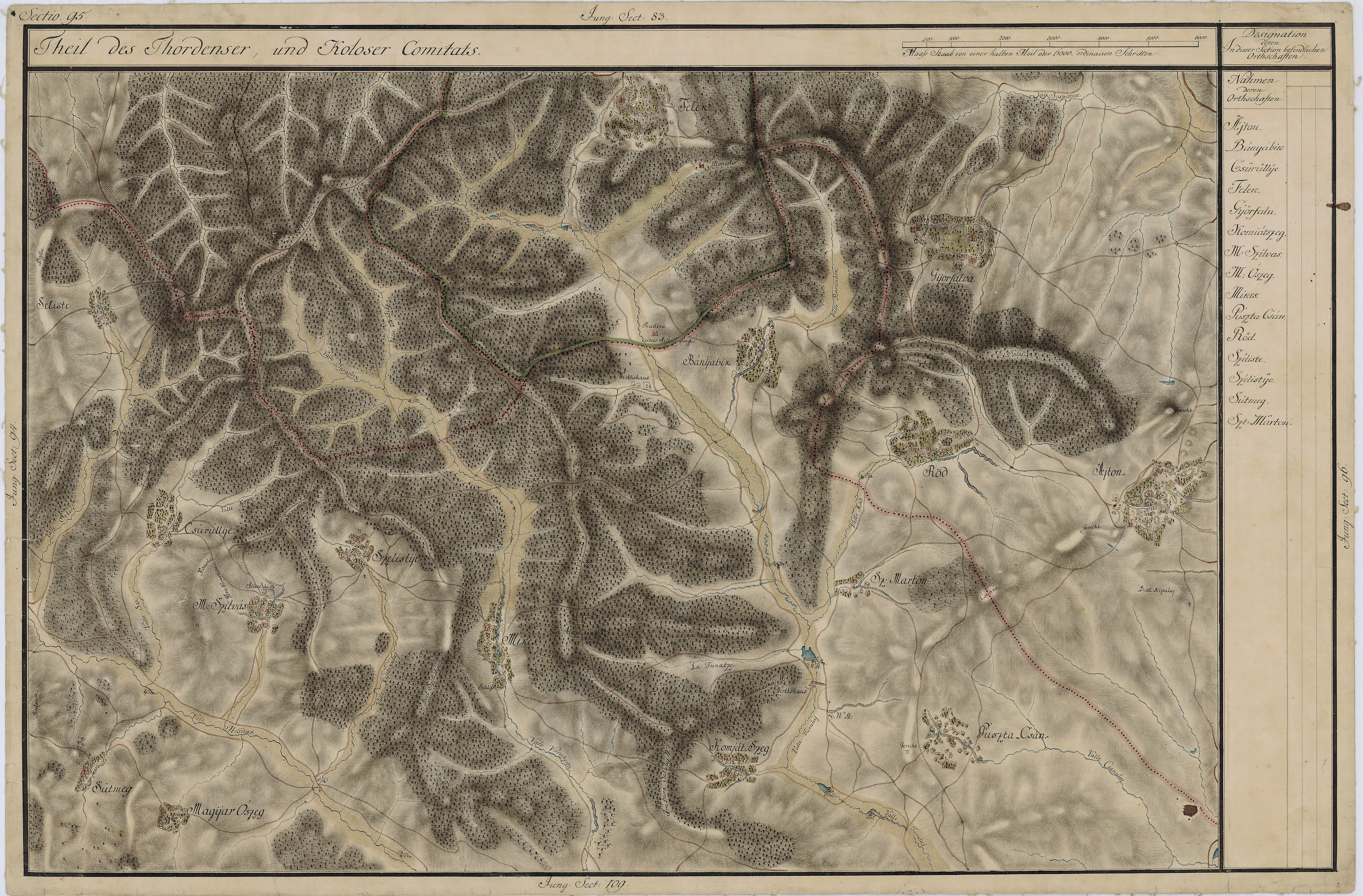
Vâlcele pe Harta Iosefină a Transilvaniei, 1769-1773 (Sectio 095)

Vâlcele (în trecut Banabic; în maghiară Bányabükk) este un sat în comuna Feleacu din județul Cluj, Transilvania, România. Se află la o  distanță rutieră de 17 km față de municipiul Cluj-Napoca.

## Date geografice
Altitudinea medie: 606 m.

## Istoric
Următoarele obiective au fost înscrise pe Lista monumentelor istorice din județul Cluj, elaborată de Ministerul Culturii din România în anul 2015:
- Tumulii[3] preistorici din punctele “La Vâlcea” și “La Popas”.
- Așezarea romană (din secolele II-III) în zona “Săliște”.

Prima atestare documentară a satului este din 1297, când apare cu numele possessio Banabyk. Satul Vâlcele mai este amintit cu numele Banabiky în 1333, Magiar Banabyke și Olah Banabyke în 1416, Bánya-Bük în 1733, Bányabükk în 1854.
Pe un teren viran (numit „Pusta”) se găsesc ruinele unei foste biserici ungurești.
Pe Harta Iosefină a Transilvaniei din 1769-1773 (Sectio 095), localitatea apare sub numele de „Bányabik”. La cca 0,5 km vest de sat pe hartă sunt marcate cu “Rudera eines Alten Dorffes” rămășițele unui vechi sat dispărut.

## Personalități
- Emil Bologa (1876 - 1967), deputat în Marea Adunare Națională de la Alba Iulia 1918

## Galerie de imagini

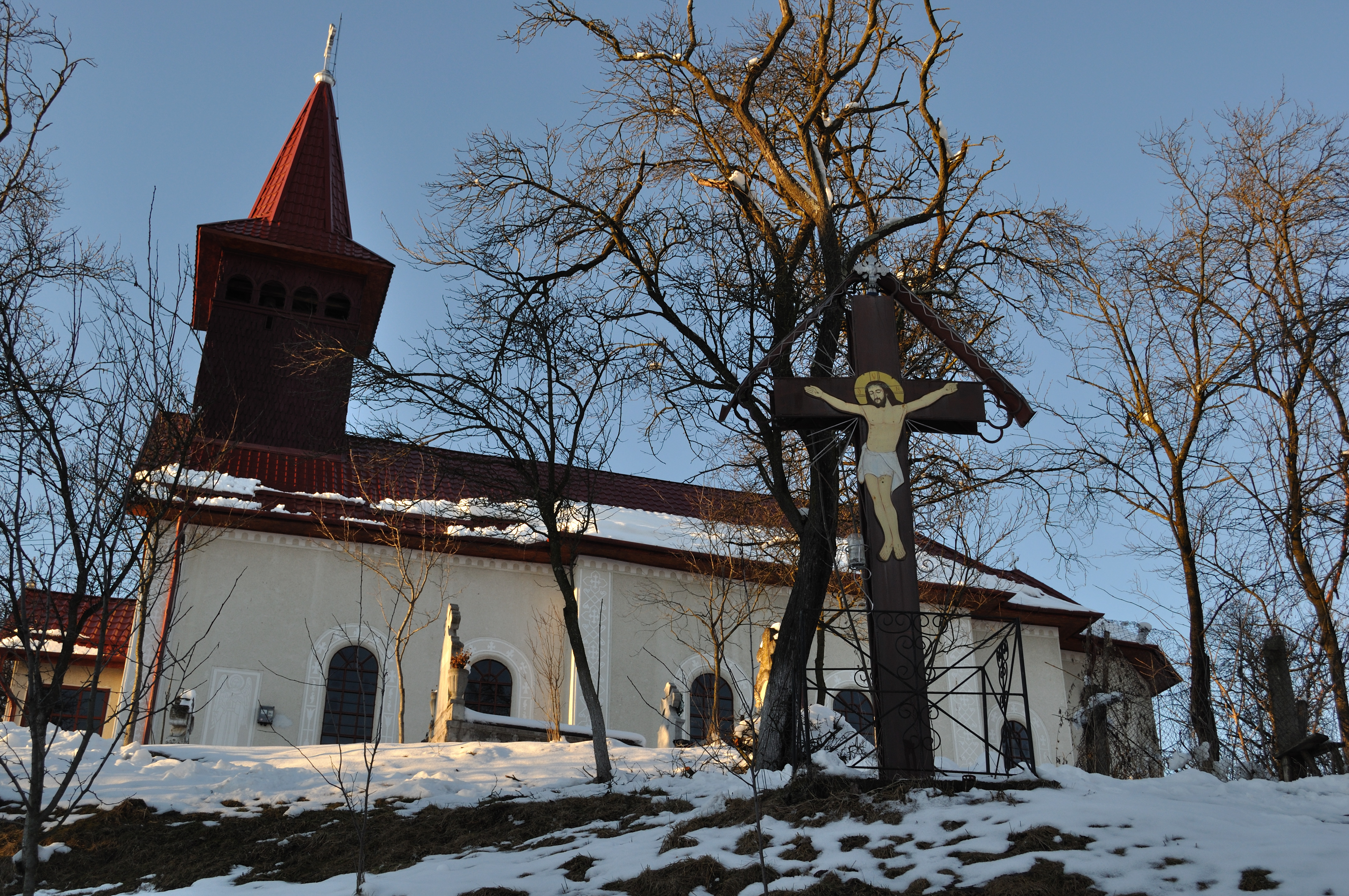
Biserica ortodoxă din Vâlcele